# Нотобранх Рахова
Нотобранх Рахова (лат. Nothobranchius rachovii) — вид лучепёрых рыб семейства Нотобранхиевых. Обитает в Восточной Африке, в Мозамбике. 

## Описание
Размер взрослых рыб достигает 6 см. Окрас красного или синего цвета. Наблюдается половой диморфизм: самцы имеют более яркий окрас по сравнению с самками. Окрас самцов оранжево-красный, ближе к хвостовому плавнику становится голубоватым. Анальный, спинной и хвостовой плавники голубого цвета, имеют темно-красные линии и пятна. Конец хвоста имеет красную кайму с оранжевой полоской. Самки более тусклые и бледные — коричнево-серые с зелёным переливом. Плавники при этом бесцветные.

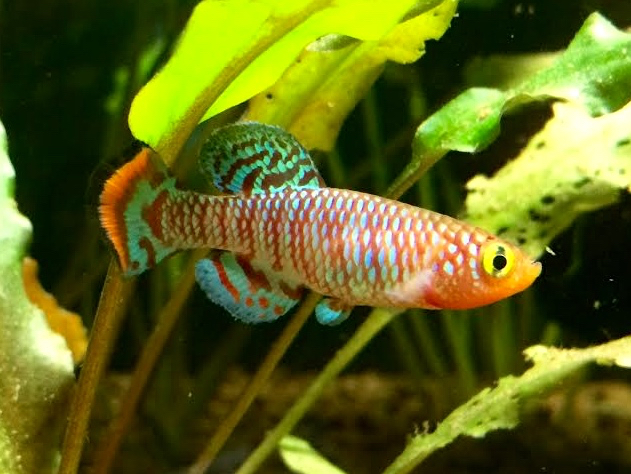
Половозрелый самец
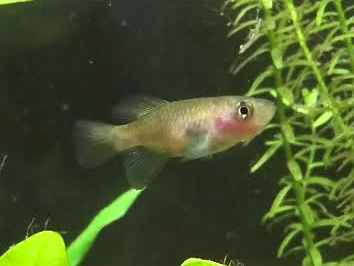
Половозрелая самка

## Среда обитания
Обитает в сезонных поймах, прудах и ручьях, которые могут полностью пересыхать. Как и другие рыбы, питающиеся бентосом, они обитают на дне водоёмов.  

## Питание
Нотобранх Рахова питается планктоном и бентосом.

## Размножение
Рыбы достигают половой зрелости за 12 недель. Самки откладывают икру в грязь на дно высохшего водоёма при снижении уровня воды в нём. Пока икра находится в грязи, она развивается. При повышении уровня воды выходят мальки. Нотобранхи Рахова погибают в конец сезона размножения.

## Название
Впервые Нотобранх Рахова был описан немецким зоологом Эрнстом Алем в 1926 году в Бейре, Мозамбик. Видовое название рыба получила в честь немецкого аквариумиста Артура Рахова, собравший несколько особей для Музея Естествознания.

## Содержание в аквариумах
Нотобранхов содержат в неглубоких широких аквариумах отдельно от других рыб, хотя они могут нейтрально относиться к мирным пресноводным видам схожего размера. В качестве грунта нужно использовать крупнозернистый песок и торф. Вода должна быть мягкой, слабокислой или нейтральной, с температурой 20 — 24 °C.
На одного самца приходится 2 — 4 самки. Самцы агрессивно относятся к другим самцам своего вида.